# Satsumi Matsuda
Satsumi Matsuda (松田 颯水, Matsuda Satsumi, * 17. Juli 1993) ist eine japanische Synchronsprecherin, die mit Arts Vision verbunden ist. Sie ist die Zwillingsschwester von Risae Matsuda. Beide waren die 4. und 5. Anisong Grand Prix-Finalisten, gemeinsam mit Marina Kawano (4.) und Konomi Suzuki (5.).

## Filmografie

### Animationsfilme

#### 2014
- Saki: The Nationals, Hiroe Atago

#### 2015
- The Idolmaster Cinderella Girls, Syoko Hoshi
- Ultimate Otaku Teacher, Komiya Nagare

#### 2016
- Fune o Amu, Sen
- Koukaku no Pandora, Vlind
- Magical Girl Raising Project
- Yuna Amasato[2]
- The Asterisk War, Shenyun Li

#### 2017
- Battle Girl High School, Miku Hoshitsuk
- Clockwork Planet, Vermouth
- Nana Maru San Batsu, Jinko Sasajima
- The Idolmaster Cinderella Girls Theater, Syoko Hoshi

#### 2018
- Kaiju Girls, Guts Shadow
- Anima Yell!, Tamako Nekoya

#### 2019
- Stars Align, Kei Takada

#### 2020
- Healin' Good PreCure, Touji Sawaizumi, Rina

#### 2021
- Kiyo in Kyoto: From the Maiko House, Tsurukoma
- Kageki Shojo!!, Chiaki Sawada
- Drugstore in Another World, Elaine

#### 2022
- Miss Kuroitsu from the Monster Development Department, Hydra's second and fourth sisters
- Smile of the Arsnotoria the Animation, Spirit
- Arknights: Prelude To Dawn, Misha
- Spy × Family, Kim Campbell (ep. 22)

#### 2023
- Soaring Sky! Pretty Cure, Beryberie

#### 2024
- Wonderful PreCure!, Yuki Nekoyashiki / Cure Nyammy